# سد أم الذروع
سد أم الذروع هو تجمع سكني جزائري تابع لبلدية سيدي بايزيد بولاية الجلفة ويقع في الشمال الشرقي لولاية الجلفة وتيبعد على عاصمة الولاية بـ 47 كلم ، وعن قرية البراكة بــ 21 كلم شرقا وعن مقر بلدية سيدي بايزيد بـ 17 كلم غربا ويعتمد سكان هذه القرية في عملهم على تربية المواشي والفلاحة